# Familie Oudenrijn
Familie Oudenrijn was een Nederlandse komedieserie in opdracht van de vereniging Veilig Verkeer Nederland met als thema veilig weggebruik. De serie werd van 15 december 1987 tot 29 mei 1990 uitgezonden door de TROS. De serie rond het gezin en opa Oudenrijn is een van de eerste series die bewust gebruikmaken van 'verborgen' boodschappen.
Er kwam een vervolg op deze serie onder de naam Dücker & Oudenrijn.

## Verhaal
Martin Oudenrijn is een striptekenaar die posters, strips en tekenfilms maakt voor Veilig Verkeer Nederland. Wilhelmina Dücker moet ervoor zorgen dat Martin zijn werk op tijd inlevert. Dit is een hele opgave, omdat Martin altijd smoezen verzint om er onderuit te komen.
Het verhaal wordt afgewisseld met musicalachtige scènes waarin veiligheid in het verkeer centraal staat.

## Rolverdeling
| Personage           | Acteur/actrice         |
| ------------------- | ---------------------- |
| Opa Oudenrijn       | Piet Hendriks          |
| Martin Oudenrijn    | Lex de Regt            |
| Merel Oudenrijn     | Tanneke Hartzuiker     |
| Wilhelmina Dücker   | Martine van Os         |
| Meneer van Tongeren | Herbert Joeks          |
| Clara de Kleine     | Karla Wildschut        |
| Arie de Kleine      | Martin van Waardenberg |
| Cor de Kleine       | Martin van Waardenberg |
| Franka Oudenrijn    | Kyra Siemelink         |
| Yoko Oudenrijn      | Cecile Lauw            |
| Donald Oudenrijn    | Evert Jan Jurriens     |
| Flip Oudenrijn      | Pim Veth               |

## Afleveringen

### Seizoen 1 (1987-1988)
| Aflevering (seizoen) | Aflevering (serie) | Titel                      | Uitzenddatum     |
| -------------------- | ------------------ | -------------------------- | ---------------- |
| 1                    | 1                  | Autodiefstal               | 15 december 1987 |
| 2                    | 2                  | Bezopen gedrag             | 22 december 1987 |
| 3                    | 3                  | Hoog bezoek                | 29 december 1987 |
| 4                    | 4                  | Deadline                   | 5 januari 1988   |
| 5                    | 5                  | Yoko huilt                 | 12 januari 1988  |
| 6                    | 6                  | Papperdepap                | 19 januari 1988  |
| 7                    | 7                  | Het staat in de sterren    | 26 januari 1988  |
| 8                    | 8                  | In de kunst, uit de kunst! | 2 februari 1988  |
| 9                    | 9                  | De advertentie             | 8 april 1988     |
| 10                   | 10                 | Met verschillende maten    | 15 april 1988    |
| 11                   | 11                 | Heen en weer               | 22 april 1988    |
| 12                   | 12                 | Alles op schaal            | 29 april 1988    |
| 13                   | 13                 | Onderhoud of onder houden  | 6 mei 1988       |
| 14                   | 14                 | Drempelvrees               | 13 mei 1988      |
| 15                   | 15                 | Misverstanden              | 20 mei 1988      |
| 16                   | 16                 | Alles voor mekaar          | 27 mei 1988      |

### Seizoen 2 (1988-1989)
| Aflevering (seizoen) | Aflevering (serie) | Titel                      | Uitzenddatum     |
| -------------------- | ------------------ | -------------------------- | ---------------- |
| 1                    | 17                 | We zullen zien             | 13 december 1988 |
| 2                    | 18                 | De private eye van VVN     | 20 december 1988 |
| 3                    | 19                 | Dücker goes disco          | 27 december 1988 |
| 4                    | 20                 | De nul vasthouden          | 3 januari 1989   |
| 5                    | 21                 | Auto te water              | 10 januari 1989  |
| 6                    | 22                 | Oude tantes en oude auto's | 17 januari 1989  |
| 7                    | 23                 | Liefde en lees             | 24 januari 1989  |
| 8                    | 24                 | De babie-boem              | 31 januari 1989  |
| 9                    | 25                 | Mystieke krachten          | 7 februari 1989  |
| 10                   | 26                 | Komkommersplit Royal       | 14 februari 1989 |
| 11                   | 27                 | Geven en nemen             | 21 februari 1989 |
| 12                   | 28                 | Begonia's en aria's        | 28 februari 1989 |
| 13                   | 29                 | Merel in de war            | 7 maart 1989     |
| 14                   | 30                 | Voor de verandering        | 21 maart 1989    |
| 15                   | 31                 | Computers en rock & roll   | 28 maart 1989    |
| 16                   | 32                 | Liedjesspecial             | 23 mei 1989      |

### Seizoen 3 (1989-1990
| Aflevering (seizoen) | Aflevering (serie) | Titel                              | Uitzenddatum     |
| -------------------- | ------------------ | ---------------------------------- | ---------------- |
| 1                    | 33                 | Doorblazen a.u.b.                  | 29 december 1989 |
| 2                    | 34                 | Douwe met sambal                   | 5 januari 1990   |
| 3                    | 35                 | De grote beurt                     | 19 januari 1990  |
| 4                    | 36                 | Dückers ideeënbus                  | 26 januari 1990  |
| 5                    | 37                 | Over de toeren                     | 2 februari 1990  |
| 6                    | 38                 | A star is born                     | 9 februari 1990  |
| 7                    | 39                 | Een dag vol ongelukken             | 16 februari 1990 |
| 8                    | 40                 | Een knallende finale               | 27 februari 1990 |
| 9                    | 41                 | Opvallende invallers               | 13 maart 1990    |
| 10                   | 42                 | Een spoedklus                      | 27 maart 1990    |
| 11                   | 43                 | Naar 'Op volle toeren'             | 10 april 1990    |
| 12                   | 44                 | Hansjan in de bocht                | 24 april 1990    |
| 13                   | 45                 | Lekker uitslapen                   | 8 mei 1990       |
| 14                   | 46                 | Amerikaans bezoek                  | 18 mei 1990      |
| 15                   | 47                 | Dücker op weg naar een nieuwe baan | 22 mei 1990      |
| 16                   | 48                 | Opa 70!!                           | 29 mei 1990      |